# Orkan (szybowiec)
Orkan – polski szybowiec amatorski zbudowany w dwudziestoleciu międzywojennym. Wziął udział w II Wszechpolskim Konkursie Szybowcowym.

## Historia

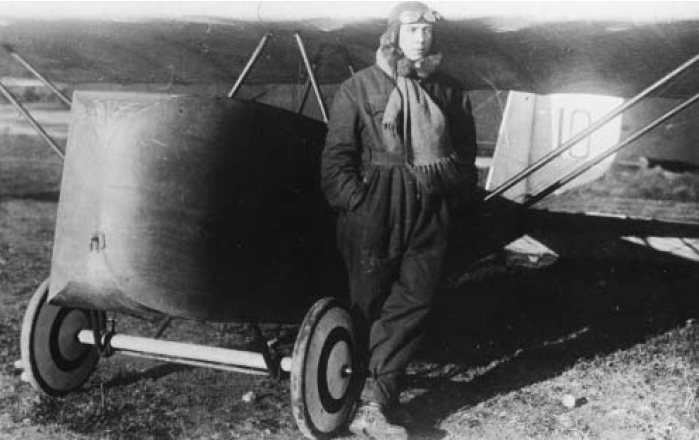
Tadeusz Grzmilas przy szybowcu Orkan

Porucznik Tadeusz Grzmilas, pilot 3. pułku lotniczego, w 1925 roku zbudował w pułkowych warsztatach szybowiec. Otrzymał on nazwę „Orkan” i został zgłoszony do udziału w II Wszechpolskim Konkursie Szybowcowym zorganizowanym na Oksywiu koło Gdyni w maju-czerwcu 1925 roku.
W połowie maja szybowiec został przetransportowany na miejsce konkursu, otrzymał numer konkursowy 10. Podczas lotów konkursowych pilotował go konstruktor. Na szybowcu wykonano łącznie 9 lotów w czasie 4 minuty i 8 sekund. Tadeusz Grzmilas (jako konstruktor i pilot szybowca) otrzymał nagrodę w postaci pucharu ufundowanego przez Zarząd Główny Ligi Obrony Powietrznej i Przeciwgazowej za najlepiej skonstruowany szybowiec. Ponadto szybowiec zajął czwarte miejsce w kategorii najdłuższego czasu lotu, za co Grzmilas otrzymał nagrodę w wysokości 250 zł.
W listopadzie 1925 roku szybowiec został zabrany na wyprawę szybowcową do Dukli zorganizowaną przez Adama Karpińskiego przy pomocy finansowej LOPP, lecz lotów na nim nie wykonano. W grudniu 1925 roku szybowiec został poważnie uszkodzony na skutek zniszczenia hangaru, w którym był przechowywany. Konstruktor naprawił szybowiec, wprowadzając kilka zmian konstrukcyjnych, i wykonał na nim kilka lotów. Szybowiec był następnie przechowywany w Poznaniu, jego dalsze losy nie są znane.

## Konstrukcja
Jednomiejscowy szybowiec konstrukcji drewnianej, w układzie górnopłatu typu parasol. Kadłub o przekroju prostokątnym, półskorupowy, czteropodłużnicowy, kryty sklejką. Kabina pilota otwarta, bez wiatrochronu. Podwozie trójpunktowe z amortyzowaną płozą ogonową. Podwozie główne z dwoma kołami na wspólnej osi, amortyzowane sznurem gumowym do goleni wykonanych z rur stalowych. Płat o obrysie prostokątnym, dwudźwigarowy, kryty płótnem. Środkowa część płata w postaci baldachimu była mocowana do kadłuba zastrzałami, które nad baldachimem zbiegały się w tzw. kozioł przeciwkapotażowy, który jednocześnie spełniał rolę wysięgnika dla linek usztywniających płat. Dodatkowo skrzydło było usztywnione dwoma parami zastrzałów z rur stalowych. Usterzenie klasyczne, kryte płótnem, usztywnione naciągami z drutu. Lotki i stery napędzane linkami.

## Malowanie
Na przodzie kadłuba namalowano stylizowaną twarz wiatru, a po bokach przodu kadłuba napis „Orkan”.